# Szokolai László
Szokolai László (Budapest, 1952. március 25. –) labdarúgó, csatár. A Ferencváros és a Sturm Graz válogatott játékosa. Egyszeres magyar bajnok, kétszeres magyar kupagyőztes.

## Pályafutása

### Klubcsapatban
A Központi Sportiskola (KSI) neveltje. 1970-től egy évig a Tipográfia játékosa volt, majd két sorkatonai szolgálat következett (Honvéd Schönherz SE), amely után egy évre a veszprémi Bakony Vegyészhez került. 1974-ben mutatkozott be az első osztályban a Rába ETO csapatában. Az első itt töltött idényben MNK-t nyert a csapattal.
1977-ben került vissza Budapestre. A Ferencvárossal először 1978-ban MNK győztes, majd 1981-ben bajnok lett. Általában csatárként, de játékrendszertől függően balszélsőként játszott, gyakran felzárkózva a támadókhoz. Ezért is szerezhetett rengeteg gólt. A következő két idényben nagy küzdelmet folytatott a Ferencváros a Rába ETO-val a bajnoki címért, és mindkétszer az ezüstérmet szerezték meg. Ezekben a szezonokban Nyilasi után a második legeredményesebb játékos volt. A Fradiban összesen 282 mérkőzésen szerepelt, ebből 167 bajnoki, 77 nemzetközi, 38 egyéb hazai díjmérkőzés volt. Góljainak száma 158 (73 bajnoki, 85 egyéb).
1983-ban Ausztriába szerződött, akárcsak Nyilasi Tibor. Új klubja a grazi Sturm lett. Itt két szezonig szerepelt és legnagyobb sikerét az első idényben érte el: az UEFA kupában a negyeddöntőben csak hosszabbításban estek ki a BEK győztes Nottingham Foresttel szemben. Ezután Rákospalotán a Volán SC-ben fejezte be az aktív labdarúgást.

### A válogatottban
A magyar válogatottban 1978 és 1985 között 12 alkalommal szerepelt és két gólt szerzett. Első gólját 1978. október 11-én fejelte a Szovjetunió ellen, Európa-bajnoki selejtező mérkőzésen a Népstadionban míg második gólját 1985. április 3-án, Ciprus ellen fejelte világbajnoki-selejtező mérkőzésen szintén a Népstadionban.

## Sikerei, díjai

### Játékosként
- Magyar bajnokság
  - bajnok: 1980–81
  - 2.: 1978–79, 1981–82, 1982–83
- Magyar kupa (MNK)
  - győztes: 1978
  - döntős: 1979
- UEFA-kupa
  - negyeddöntős: 1983–84

## Statisztika

### Mérkőzései a válogatottban
| Magyarország | Magyarország         | Magyarország                    | Magyarország | Magyarország | Magyarország     | Magyarország       | Magyarország | Magyarország |
| #            | Dátum                | Helyszín                        | Hazai        | Eredmény     | Vendég           | Kiírás             | Gólok        | Esemény      |
| ------------ | -------------------- | ------------------------------- | ------------ | ------------ | ---------------- | ------------------ | ------------ | ------------ |
| 1.           | 1978. szeptember 20. | Helsinki, Olimpiai Stadion      | Finnország   | 2 – 1        | Magyarország     | Eb-selejtező       | -            | 58'          |
| 2.           | 1978. október 11.    | Budapest, Népstadion            | Magyarország | 2 – 0        | Szovjetunió      | Eb-selejtező       | 1            | 60' 86'      |
| 3.           | 1978. október 29.    | Szaloniki, Kaftanzogliu-stadion | Görögország  | 4 – 1        | Magyarország     | Eb-selejtező       | -            | 66'          |
| 4.           | 1978. november 15.   | Frankfurt, Waldstadion          | NSZK         | 0 – 0        | Magyarország     | barátságos         | -            |              |
| 5.           | 1979. március 28.    | Budapest, Népstadion            | Magyarország | 3 – 0        | NDK              | barátságos         | -            | 54'          |
| 6.           | 1979. október 26.    | Budapest, Népstadion            | Magyarország | 0 – 2        | Egyesült Államok | barátságos         | -            |              |
| 7.           | 1982. április 18.    | Budapest, Népstadion            | Magyarország | 1 – 2        | Peru             | barátságos         | -            | 60'          |
|              | 1983. március 23.    | Veliko Tarnovo                  | Bulgária     | 1 – 1        | Magyarország     | olimpiai selejtező | -            |              |
|              | 1983. április 13.    | Budapest, Csepel stadion        | Magyarország | 3 – 1        | Görögország      | olimpiai selejtező | -            | 66'          |
| 8.           | 1983. május 15.      | Budapest, Népstadion            | Magyarország | 2 – 3        | Görögország      | Eb-selejtező       | -            | 46'          |
| 9.           | 1983. szeptember 7.  | Budapest, Népstadion            | Magyarország | 1 – 1        | NSZK             | barátságos         | -            | 68'          |
| 10.          | 1983. október 12.    | Budapest, Népstadion            | Magyarország | 0 – 3        | Anglia           | Eb-selejtező       | -            | 65'          |
| 11.          | 1984. május 23.      | Székesfehérvár, Sóstói Stadion  | Magyarország | 0 – 0        | Norvégia         | barátságos         | -            | 46'          |
| 12.          | 1985. április 3.     | Budapest, Népstadion            | Magyarország | 2 – 0        | Ciprus           | vb-selejtező       | 1            | 72' 83'      |
|              | Összesen             |                                 |              | 12           | mérkőzés         |                    | 2            | gól          |

## Külső hivatkozások
- Szokolai gólja a Kismarton–Sturm mérkőzésen